# Neohermes filicornis
Neohermes filicornis är en insektsart som först beskrevs av Banks 1903.  Neohermes filicornis ingår i släktet Neohermes och familjen Corydalidae. Inga underarter finns listade i Catalogue of Life.